# Vinohrádky (Branišovice)

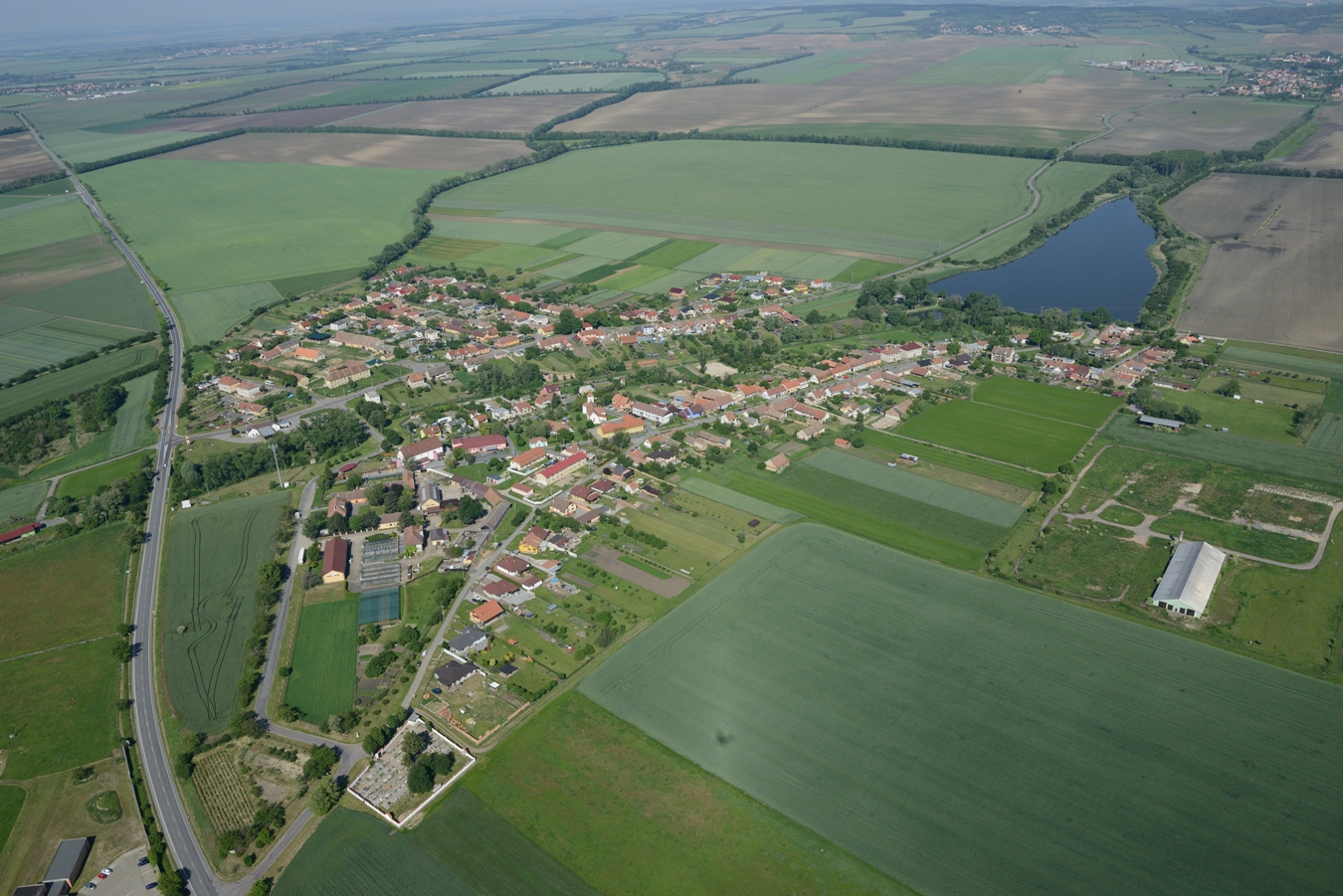
Blick auf Vinohrádky (o), Branišovice (u) und den Horní branišovický rybník (r)

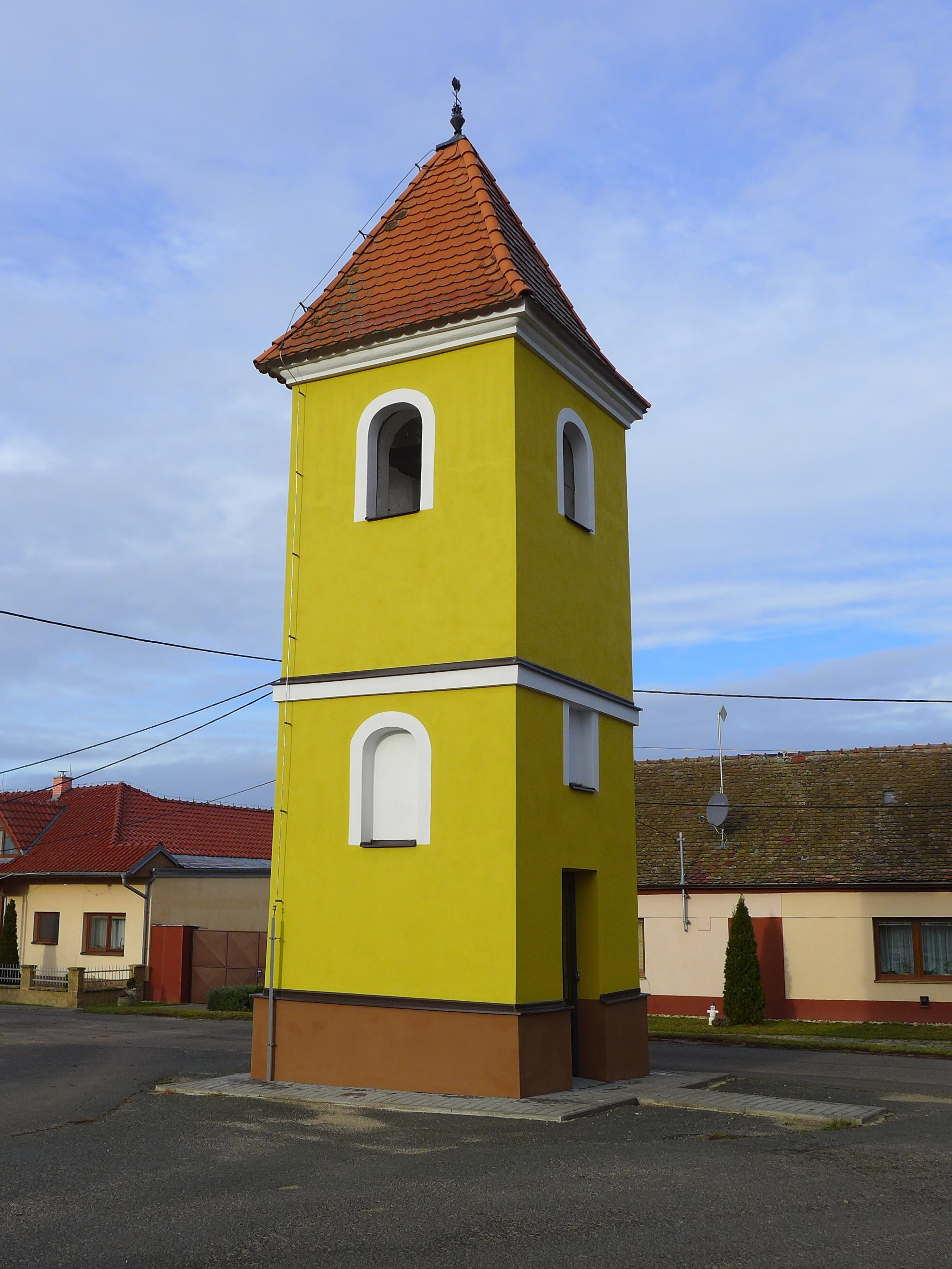
Glockenturm

Vinohrádky (deutsch Weinberg) ist eine Ortslage der Gemeinde Branišovice in Tschechien. Sie liegt sieben Kilometer westlich von Pohořelice und gehört zum Okres Brno-venkov.

## Geographie
Das Längsangerdorf Vinohrádky befindet sich rechtsseitig des Baches Olbramovický potok – oberhalb der Einmündung des Našiměřický potok (Knönitzer Wasser) – im Dyjskosvratecký úval (Thaya-Schwarza-Talsenke) in Südmähren. Nördlich des Dorfes liegt der Teich Horní branišovický rybník, südöstlich der Dolní branišovický rybník. Durch Vinohrádky führt die Staatsstraße II/396 zwischen Dobelice und Nová Ves; am südlichen Ortsrand verläuft die Staatsstraße I/53 zwischen Pohořelice und Znojmo.
Nachbarorte sind Kubšice und Šumice im Norden, Loděnice im Nordosten, Branišovice im Osten, Nová Ves und Vlasatice im Südosten, Troskotovice im Süden, Trnové Pole und Suchohrdly u Miroslavi im Südwesten, Miroslav und Našiměřice im Westen sowie Bohutice, Babice und Lidměřice im Nordwesten.

## Geschichte
Nach der Aufhebung des Zisterzienserinnenklosters Marien-Saal fiel das Gut Frainspitz 1782 dem Religionsfonds zu. Im selben Jahr darauf ließ der kaiserliche Administrator der Kammer- und Religionsfondsgüter in Mähren und Schlesien, Anton Valentin Freiherr von Kaschnitz zu Weinberg, im Zuge der Raabisation südwestlich von Frainspitz auf dem ehemaligen Weinberg die nach ihm benannte und mit tschechischsprachigen Kolonisten besetzte Dominikalsiedlung Klein Weinberg anlegen. Später wurde der Name der Siedlung auf Weinberg verkürzt. Am 8. Oktober 1807 ersteigerte die Vormundschaft des minderjährigen Prinzen Karl von Liechtenstein das Gut Frainspitz für 240.000 Gulden und schloss es an das kleine Majorat des Hauses Liechtenstein (Herrschaft Kromau) an. 1824 wurde auf dem Dorfanger ein Glockenturm errichtet. Aus demselben Jahr stammt das älteste Ortssiegel; es zeigt – umgeben von einem Blätterkranz – eine Hippe und eine Traube, darüber die Initialen „W B“.

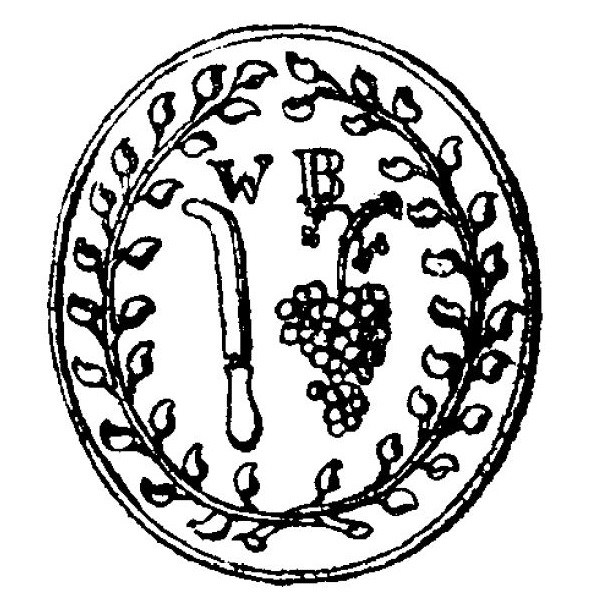
Ortssiegel von 1824

Im Jahre 1835 bestand das im Znaimer Kreis an der Poststraße von Znaim nach Brünn gelegene Dorf Weinberg bzw. Wjnohrad aus 68 Häusern, in denen 301 Personen lebten. Pfarr- und Schulort war Frainspitz. Bis zur Mitte des 19. Jahrhunderts blieb Weinberg der Fideikommiss-Primogeniturherrschaft Mährisch-Krummau untertänig.
Nach der Aufhebung der Patrimonialherrschaften bildete Weinberg / Vinohrad ab 1849 zusammen mit Frainspitz / Frainspic die Gemeinde Frainspitz-Weinberg im Gerichtsbezirk Mährisch Kromau. Ab 1869 gehörte das Dorf zum Bezirk Mährisch Kromau; zu dieser Zeit hatte Weinberg 359 Einwohner. Der tschechische Ortsname wurde in den 1870er Jahren in Vinohrady und zum Ende des 19. Jahrhunderts in Vinohrádky geändert. 1892 wurde der Gemeindename auf Frainspitz verkürzt. Im Jahre 1900 lebten in Weinberg 361 Personen; 1910 waren es 379. Im Jahre 1901 wurde die Gemeinde dem Gerichtsbezirk Pohrlitz und dem Bezirk Nikolsburg zugeordnet. Mit dem Tode von Rudolf von Liechtenstein erlosch 1908 die Karlische Linie des Hauses Liechtenstein; Erbe des Großgrundbesitzes wurden die Grafen Kinsky. Beim Zensus von 1921 lebten in den 79 Häusern des Dorfes 375 Personen, darunter 370 Deutsche und fünf Tschechen. Die Elektrifizierung des Ortes erfolgte im Jahre 1924. Im Jahre 1930 hatte Weinberg 362 Einwohner. Nach dem Münchner Abkommen wurde der Ort 1938 dem Großdeutschen Reich zugeschlagen und gehörte bis 1945 zum Kreis Nikolsburg. Nach dem Kriegsende kam Vinohrádky zur Tschechoslowakei zurück. Der größte Teil der deutschsprachigen Bewohner wurde 1946 vertrieben. Im Jahre 1948 wurde das Dorf dem Okres Moravský Krumlov zugeordnet. 1950 lebten in Vinohrádky nur noch 229 Personen. Im Zuge der Gebietsreform und der Aufhebung des Okres Moravský Krumlov kam die Gemeinde Branišovice am 1. Juli 1960 zum Okres Znojmo, zugleich verlor Vinohrádky den Status eines Ortsteils.

## Sehenswürdigkeiten
- Glockenturm der hl. Dreifaltigkeit, errichtet 1824
- Schloss Branišovice